# Jakutia (letecká společnost)
Jakutia (rusky: Авиакомпания Якутия, anglicky: Yakutia Airlines) je ruská letecká společnost zabývající se přepravou osob. 

## Historie

### Založení
Původ společnosti je možné vysledovat až k jakutské divizi sovětského Aeroflotu. Oficiálně byla však společnost založena dekretem prezidenta Jakutska v roce 2002, spojením společností Sachaavia a Jakutské Aerolinie. Sídlem společnosti a hlavní základnou se stalo letiště Jakutsk.

### Rozvoj
Rozvoj společnosti je těsně svázán s modernizací flotily. V roce 2006 se stala Jakutia prvním uživatelem nového letounu Antonov An-140, v roce 2007 nakoupila první Boeing 757, v roce 2009 začala rozšiřovat flotilu o letouny Boeing 737NG. V roce 2011 očekává dodávky nového ruského letounu Suchoj SSJ-100.

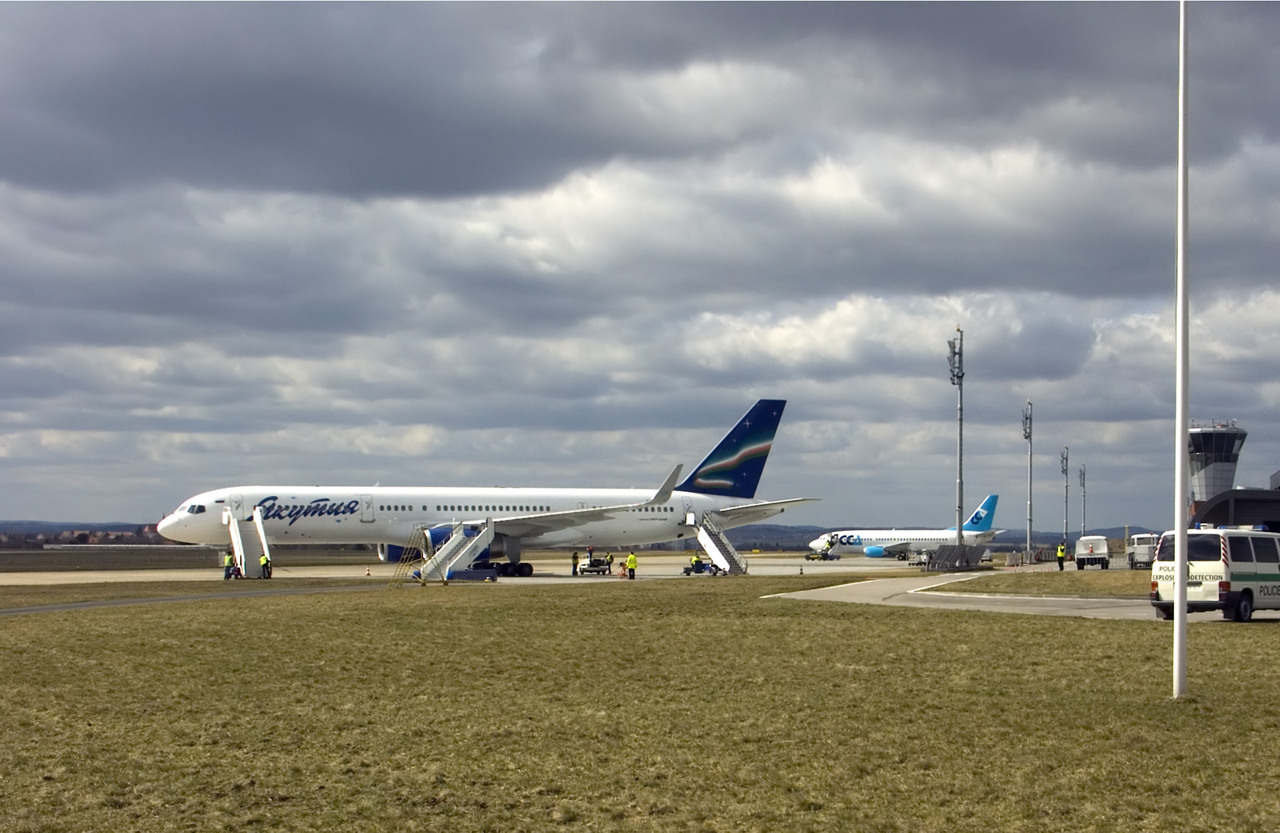
Boeing 757 na letišti v Brně-Tuřanech

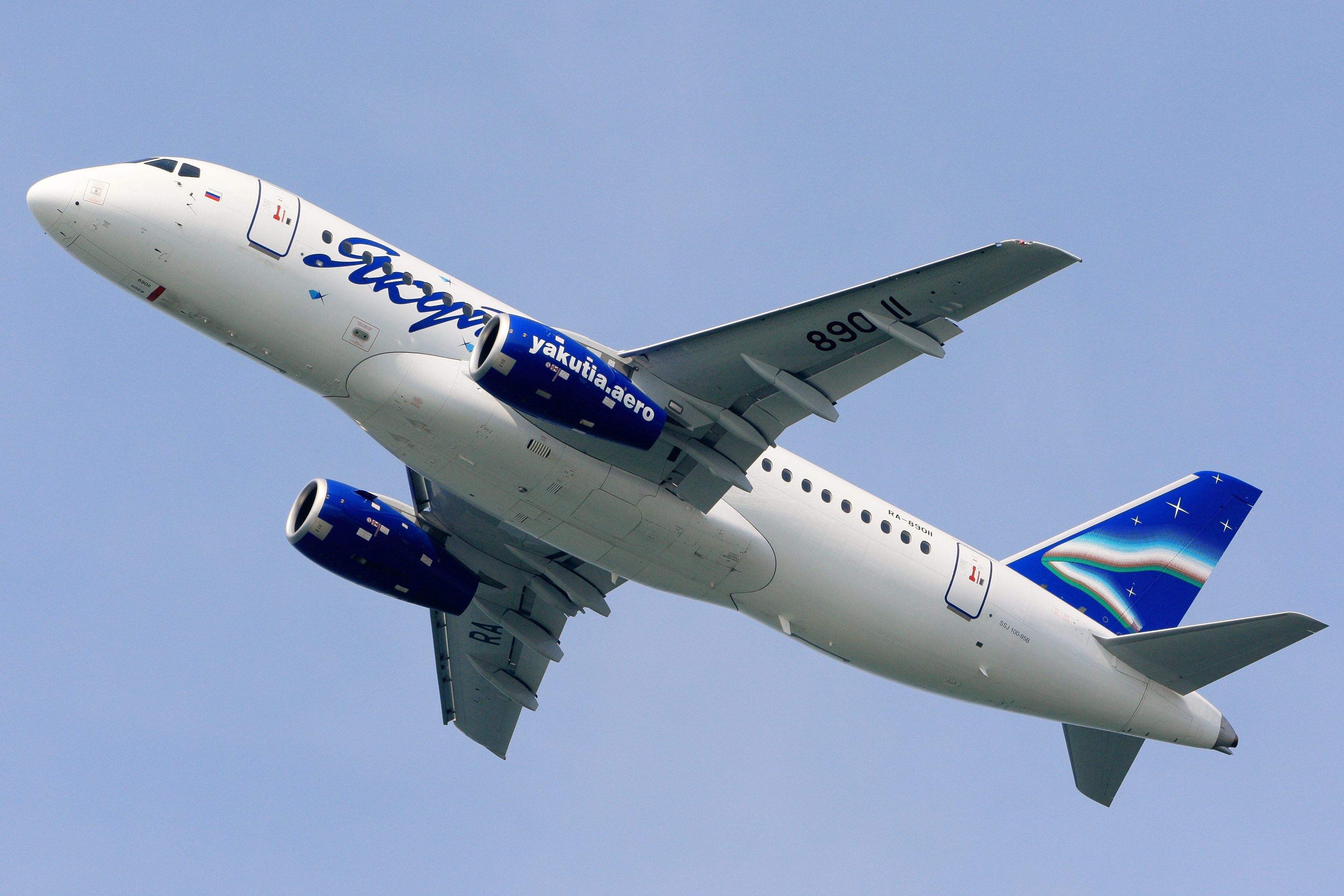
Suchoj SSJ 100-95

Těžištěm práce společnosti se stala obsluha republiky Sacha (Jakutsko), kde vzhledem k rozlehlosti a extrémním přírodním podmínkám často neexistuje alternativa k letecké dopravě. Růst společnosti však souvisí nejen s hlavní základnou v Jakutsku, ale i s budováním dalších základen v Moskvě-Vnukovo a Krasnodaru.
Za rok 2010 obdržela společnost prestižní cenu Křídla Ruska v kategorii Společnost roku - přepravce pasažérů na regionálních linkách a čestný diplom v kategorii přepravců na vnitrostátních linkách.

## Destinace
Společnost postupně rozšiřuje síť linek, převážně do destinací v Rusku a Společenství nezávislých států. Jejich počet se začátkem roku 2011 pohyboval okolo šedesáti.

### Česko
Do Česka létá pravidelný spoj z Krasnodaru do Prahy a od jara 2011 usiluje o přidělení přepravních práv na linku z moskevského Vnukova na letiště Brno-Tuřany. Spuštění této linky blokují české úřady.  V červenci 2011 společnost obdržela práva na provoz pravidelných linek z Krasnodaru, Ufy, Čeljabinsku, Irkutsku a Permi do Brna a z Irkutsku do Prahy. Společnost také létá nepravidelně na letiště do Pardubic.